# Ornela Vorpsi

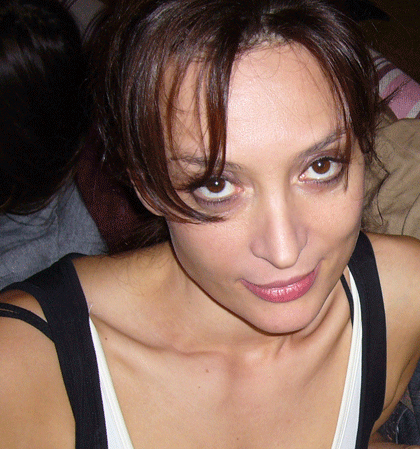
Ornela Vorpsi (2006)

Ornela Vorpsi (* 1968 in Tirana) ist eine albanische Künstlerin und Schriftstellerin, die in Frankreich lebt und vor allem auf Italienisch schreibt.

## Leben und Werk
Ornela Vorpsi besuchte die Akademie der Künste in Tirana. Seit 1991 lebt sie außerhalb Albaniens. Bis 1997 studierte sie in Mailand an der Accademia di Belle Arti di Brera. Ihren Abschluss machte sie in Paris an der Université Paris VIII. Vorpsis erste Arbeiten wie ihre fotografische Monographie Nothing Obvious beschäftigten sich mit visueller Kunst. Außerdem schrieb sie zahlreiche Kurzgeschichten auf Italienisch und Französisch.
Ihr erster Roman Das ewige Leben der Albaner, den sie auf Italienisch schrieb, erschien 2004 zuerst in Frankreich. Darin schildert sie die Kindheit des Mädchens Ormira, das während der kommunistischen Herrschaft in Albanien aufwächst und deren Vater als politischer Gefangener inhaftiert ist. Das Mädchen leidet unter ihrer streng sozialistischen Lehrerin und den patriarchalischen Traditionen ihres Heimatlandes. Das Buch ist teilweise autobiographisch. 

„„Ich wollte einfach das Alltagsleben eines albanischen Menschen zeigen, der im totalitären Staat von Enver Hoxha lebte. Literatur wurde in Albanien bis vor kurzem nur von Menschen gemacht, die von der Partei geschützt wurden. Die Menschen, die verurteilt waren, hatten keine Stimme in diesem Land, und ich gehöre zu dieser Sorte von Menschen.““

Gegen Ende des Buches emigrieren Ormira und ihre Mutter nach Italien. Erst dort wird ihnen, wie vielen anderen Albanern, ihre Armut bewusst. Der Roman schließt mit den Worten: Sie wollen nichts mehr wissen vom gelobten Land. Sie haben begriffen, dass sie dort sterblich sind, aber sterben wollen sie nicht.
In Albanien ist das Buch  nicht erschienen. Vorpsi lehnt bislang ab, dass ihre Bücher dort publiziert werden, da sie noch nicht bereit sei, sich der öffentlichen Kritik in Albanien zu stellen.
Ihr aktueller Roman Die Hand, die man nicht beißt handelt von der Reise einer in Paris lebenden Albanerin zu einem Freund in Sarajevo und entstand ebenfalls in italienischer Sprache.
Ornela Vorpsi lebt seit 1997 in Paris und betätigt sie sich auch als Fotografin, Malerin und Videokünstlerin. 2018 hatte sie ihre erste große Ausstellung in Tirana.

## Auszeichnungen
Ornela Vorpsi hat unter anderem die italienischen Literaturpreise Premio Grinzane Cavour, Premio Viareggio, Premio Vittorini, Premio città di Vigevano und den französischen Prix méditerranée des Lycéens erhalten.

## Publikationen
- Nothing Obvious, fotografische Monographie, Scalo, 2001
- Il paese dove non si muore mai, 2004
  - Das ewige Leben der Albaner. Paul Zsolnay Verlag, Wien 2007, aus dem Italienischen von Karin Fleischanderl, ISBN 978-3-552-05403-5
- Buvez du cacao Van Houten !, Éditions Actes Sud, 2005
- Vetri rosa, mit Mat Collishaw und Philippe Cramer, Take 5, 2006
- La mano che non mordi, Einaudi, 2007
  - Die Hand, die man nicht beißt. Paul Zsolnay Verlag, Wien 2010, aus dem Italienischen von Karin Krieger, ISBN 978-3-552-05498-1
- Bevete cacao van Houten!, Einaudi, 2010
- Fuorimondo, Einaudi, 2012
- Ci-gît l'amour fou, Actes sud, 2012
- Tu convoiteras, Gallimard, 2014
- Viaggio intorno alla madre, Nottetempo, 2015